# Pinus praetermissa
Pinus praetermissa (лат.) — вид вечнозеленых хвойных деревьев рода Сосна семейства Сосновые (Pinaceae). Естественный ареал распространения находится в Мексике.

## Ботаническое описание
Вечнозелёное дерево или кустарник высотой от 10 до 15 метров, редко до 20 метров. Ствол скручен или изогнут и может ветвиться даже близко от земли. Диаметр на высоте 1,3 м составляет около 30 сантиметров. Кора ствола тонкая и разделена на неправильные, удлинённые и красновато-коричневые пластины, разделённые неглубокими бороздами. Ветви расположены горизонтально, длинные, закрученные и образуют широкую, неправильную, открытую крону. Молодые побеги тонкие, безволосые, вначале красновато-коричневые, затем серо-коричневые.
Вегетативные почки не смолистые, от яйцевидно-удлинённых до цилиндрических. Терминальные почки длиной от 10 до 15 миллиметров, боковые почки яйцевидно-заострённые и меньше. Стебли, сформированные в виде почковидных чешуек, светло-коричневые, шиловидные, не закрученные, длиной от 7 до 10 миллиметров, суховато-кожистые. Хвоинки обычно растут по пять, редко по четыре, в 11-14-миллиметровом, укорачивающемся до 7-12 миллиметров, постоянном, тёмно-коричневом или сером игольчатом чехле, который опадает вместе с пучком хвои при воздействии погодных условий. Хвоя светло-зелёная, прямая, тонкая, гибкая, но не поникающая, длиной от 8 обычно 10 до 16 сантиметров и толщиной от 0,5 до 0,8 миллиметра. Край иглы мелко зазубрен, конец заострён. На всех сторонах игл имеются нечёткие стоматы. Обычно формируется от одного-двух редко до четырёх тонких смоляных каналов. Хвоя остаётся на дереве в течение двух-трёх лет.
Пыльцевые шишки розоватые или красноватые, яйцевидно-продолговатые или цилиндрические, от 1 до 1,5 сантиметров в длину и около 5 миллиметров в диаметре. Семенные шишки обычно растут поодиночке, редко друг напротив друга, на концах веток на тонких, изогнутых ножках длиной до 35 миллиметров. Зрелые шишки обычно 5-6,5 (4-7) см длиной и 6-8 см или более в диаметре, широкояйцевидные или почти круглые, иногда шире, чем длинные, часто с уплощённым основанием в раскрытом состоянии. Обычно от 50 до 80, редко до 120 семенных чешуй, удлинённые, прямые или рекурвированные, более или менее симметричные, тонко одревесневшие и жёсткие. Апофиза плоская или слегка приподнятая, радиально полосатая или поперечно килеватая, ромбическая или пятиугольная в очертании, блестящая от светло-коричневого до блестящего желтовато-коричневого цвета. Умбо дорсальный, плоский или слегка приподнятый и тупой.
Семена чёрно-серые или чёрно-пятнистые, косо-яйцевидные, длиной от 5 до 8 мм и диаметром от 3 до 4 мм. Семенные крылья имеют длину от 12 до 18 миллиметров и ширину от 5 до 8 миллиметров.
|                                                                 |  |  |  |
| Слева направо: Хвоя, шишка, шишки в раскрытом виде, форма кроны |  |  |  |

## Распространение и экология
Естественный ареал вида находится в Мексике в штатах Дуранго, Халиско, Наярит и Синалоа. В Мексике этот вид имеет самый ограниченный ареал из всех видов сосен подрода Pinus, только Pinus maximartinezii и Pinus rzedowskii из подрода Strobus имеют меньшие ареалы. Вид произрастает в сухих, засушливых условиях.
Pinus praetermissa растёт в сухих, открытых смешанных сосново-дубовых лесах или в тропических лиственных лесах на скалистой почве на высоте от 900 до 1900 метров над уровнем моря. Территория распространения классифицируется как зона зимней суровости 9 со среднегодовыми минимальными температурами от −6,6° до −1,2° С. Годовое количество осадков колеблется от 1000 до 1500 миллиметров, сухой период длится с ноября по май. Вид растёт вместе с Pinus devoniana, Pinus lumholtzii, Pinus pseudostrobus и, возможно, с Pinus oocarpa.
В Красной книге МСОП вид классифицируется как «не находящийся под угрозой».

## Систематика
Представители этого таксона относились к виду Pinus oocarpa до 1990 года, когда он был впервые описан как отдельный вид Pinus praetermissa Брайаном Томасом Стайлсом и Роджерсом Макво в статье «A Mexican pine promoted to specific status: Pinus praetermissa». Видовой эпитет praetermissa происходит от латинского и означает «упущенный» или «пропущенный» и относится к тому факту, что вид долгое время не признавался таковым. Синонимом Pinus praetermissa является Pinus oocarpa var. microphylla Shaw.
Pinus praetermissa тесно связана с Pinus oocarpa, особенно похожи закрытые шишки. Открытые шишки Pinus oocarpa остаются на дереве ещё долгое время после выхода семян, в то время как шишки Pinus praetermissa опадают вскоре после раскрытия. Хвоя Pinus praetermissa короче и мягче, на ней меньше стоматов и меньше смоляных каналов.

## Использование
Применение данного вида неизвестно, вероятно, древесина используется вместе с древесиной других видов сосен. Использование в садоводстве неизвестно.